# Europejska żółtaczka drzew pestkowych
Europejska żółtaczka drzew pestkowych (ang. European stone fruit yellows) – choroba drzew pestkowych wywołana przez fitoplazmę ‘Candidatus Phytoplasma prunorum’.

## Występowanie i objawy
Jest to zbiorcza nazwa chorób roślin z rodzaju Prunus wywołanych przez fitoplazmę ‘Candidatus Phytoplasma prunorum’. Należą do niej choroby: chlorotyczny liściozwój moreli, choroba
Moliéra, europejska żółtaczka brzoskwini, leptonekroza śliwy, przejaśnienie nerwów brzoskwini, rozetowatość brzoskwini, zamieranie śliwy, zamieranie brzoskwini i migdałów,
, żółtaczka brzoskwini. Choroba występuje we wszystkich krajach Europy, podano jej przypadki także w Egipcie, Iranie i Republice Południowej Afryki. Występuje głównie na moreli, śliwie japońskiej i brzoskwini, ale podano jej przypadki także na czereśni i wiśni.
Najbardziej widoczne są objawy na liściach. Pojawiają się przed kwitnieniem i pod koniec lata w postaci chlorozy i zwijania się liści ku górze. Porażone liście są drobniejsze i przebarwione na czerwono, mają pogrubione nerwy i tworzą rozety. U porażonych drzew przedwcześnie rozwijają się pączki, ich kwiaty są zdeformowane, a owoce drobniejsze i przedwcześnie opadają. Czasami następuje nietypowy wzrost drzew poza sezonem wegetacyjnym, co powoduje, że staja się one podatne na uszkodzenia mrozowe. Objawy choroby różnią się u różnych gatunków drzew i odmian, są zależne także od pogody.
- objawy na moreli: chloroza, czerwienienie i zwijanie się liści do góry, drobnienie i więdnięcie owoców, zamieranie drzewa w okresie wegetacyjnym
- objawy ma brzoskwini: czerwienienie i zwijanie się liści do góry, zgrubienienia nerwów i skorkowacenia wokół nich, nekrozy wiązek przewodzących
- objawy na śliwie japońskiej: chloroza, drobnienie liści i zwijanie się ich brzegów ku górze, powstawanie rozet liści i nekroza wiązek przewodzących. U innych gatunków śliwy brak objawów choroby
- objawy na czereśni i wiśni: lekkie, chlorozy w okresie letnim, deformacja owoców, tworzenie rozet. Młode pędy pozostają niezdrewniałe[1].

## Epidemiologia
Fitoplazma wywołująca chorobę przenoszona jest przez miodówkę śliwową (Cacopsylla pruni), a także przez porażony materiał rozmnożeniowy (podkładki, zrazy, oczka). Zapobieganie chorobie polega na używaniu certyfikowanych, wolnych od wirusów i fitoplazm sadzonek i materiału rozmnożeniowego.
‘Candidatus Phytoplasma prunorum’ jest organizmem kwarantannowym podlegającym obowiązkowemu zwalczaniu.